# Comté de Lowndes (Géorgie)
Pour les articles homonymes, voir Comté de Lowndes et Lowndes.
Le comté de Lowndes est un comté de Géorgie, aux États-Unis.

## Démographie
| 1830  | 1840  | 1850  | 1860  | 1870  | 1880   |
| ----- | ----- | ----- | ----- | ----- | ------ |
| 2 453 | 5 574 | 7 714 | 5 249 | 8 321 | 11 049 |

| 1890   | 1900   | 1910   | 1920   | 1930   | 1940   |
| ------ | ------ | ------ | ------ | ------ | ------ |
| 15 102 | 20 036 | 24 436 | 26 521 | 29 994 | 31 860 |

| 1950   | 1960   | 1970   | 1980   | 1990   | 2000   |
| ------ | ------ | ------ | ------ | ------ | ------ |
| 35 211 | 49 270 | 55 112 | 67 972 | 75 981 | 92 115 |

| 2010    | - | - | - | - | - |
| ------- | - | - | - | - | - |
| 109 233 | - | - | - | - | - |